# 솔리풀리 화산

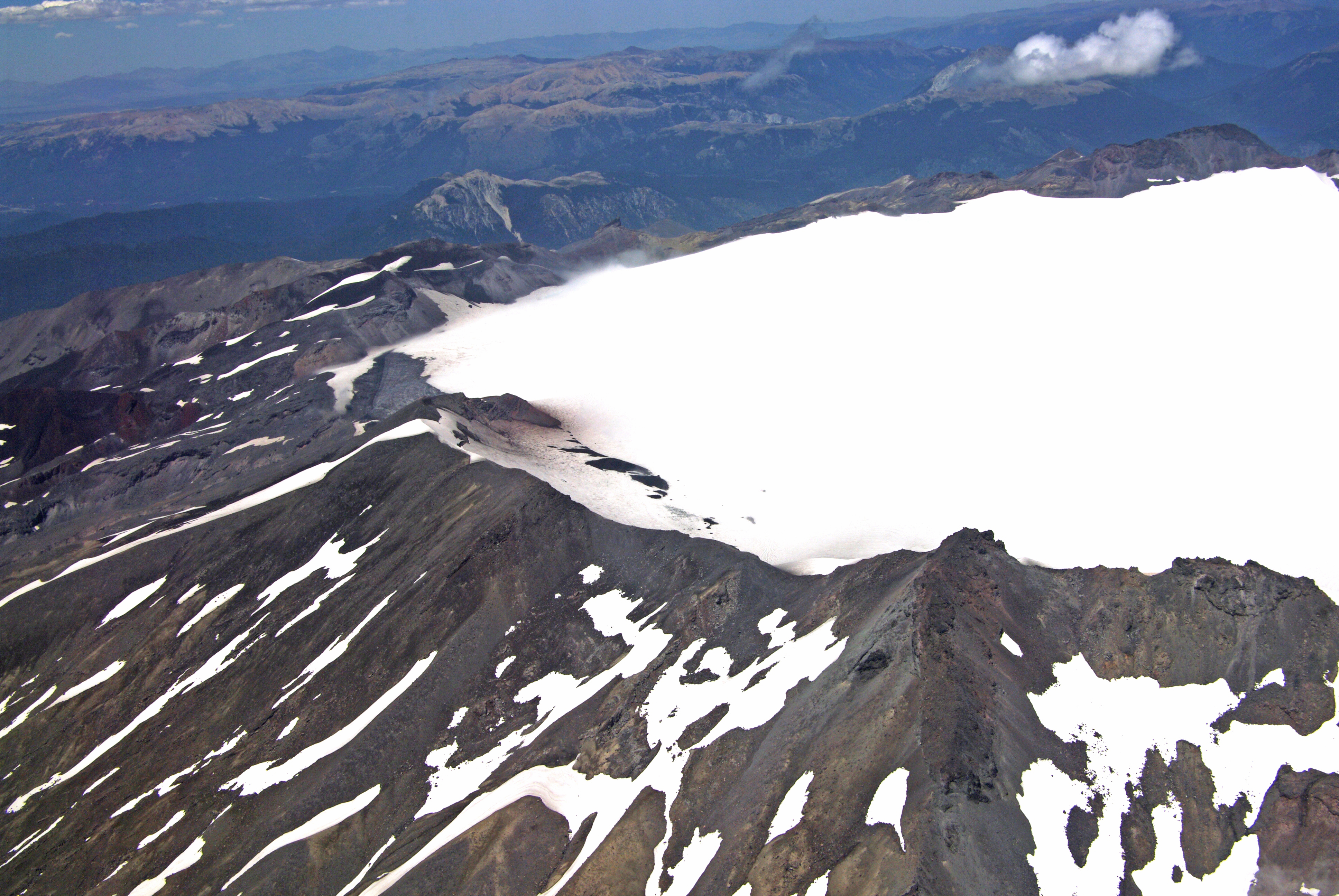

솔리풀리 화산(Sollipulli)은 칠레에 있는 화산 칼데라로, 성층 화산에 구성된 눈덮힌 대형 칼데라이다. 이곳에서는 랴이마 화산과 다른 화산이 잘 보이며, 지금도 이 화산은 활동 중이다.